# Eupithecia orfordata
Eupithecia orfordata là một loài bướm đêm trong họ Geometridae.